# Nyelv és Tudomány
A Nyelv és Tudomány (nyest.hu) szórakoztató-ismeretterjesztő internetes hírportál. Első cikkei 2009 májusában jelentek meg a felületen, s ugyanazon év júniusában indult el hivatalosan is a weboldal. Tematikájának középpontjában eredetileg a nyelv és a kommunikáció állt, de egyre inkább oktatáspolitikai és kutatási-módszertani kérdésekkel is foglalkozik. Nem kimondottan nyelvészeti portál: a nyelvpolitikai témájú cikkektől az alkalmazott kutatásokon át a kommunikációs technológiákig számos témát felölel, többek között a nyelvvel és irodalommal kapcsolatos weblapokkal és szoftverekkel is foglalkozik, de gyakran könnyűzenei dalszövegeket is elemez. A nyelveken belül is kiemelt jelentőséget az uráli-finnugor, illetve a keleti (főleg szláv) nyelvek kapnak a nyugati nyelvekkel szemben (az angol kivételével). A cikkeket a szerkesztőség tagjai, valamint külsős újságírók és vendégszerzők írják.
A portál rendelkezik olvasói rovattal is, melyben dr. Kálmán László nyelvészprofesszor válaszolt az olvasók nyelvvel és nyelvhasználattal kapcsolatos kérdéseire és kétségeire. A weboldalon gyakran olvashatóak ezenkívül nyelvvel, illetve nyelvhasználattal kapcsolatos kiadványok – könyvek, szótárak, cikkek stb. – kritikái is.
A portálnak a közösségi médiában tükröződő népszerűsége dinamikusan nő.

## Szerkesztőség
- Lapigazgató-főszerkesztő: Kincse Szabolcs Örs
- Felelős szerkesztők: Fejes László (finnugor nyelvész), Molnár Cecília Sarolta (tanár)